# FC Union Tornesch
Der FC Union Tornesch (offiziell: Fußballclub „Union“ Tornesch von 1921 e.V.) ist ein Fußballverein aus Tornesch im Kreis Pinneberg. Die erste Mannschaft der Männer stieg 2019 in die Oberliga Hamburg auf.

## Geschichte
Der Verein wurde im Sommer 1921 als FC Union Esingen gegründet. Nach dem Ende des Zweiten Weltkrieges  durfte der Verein seinen Namen nicht mehr weiterführen. Daher wurde im Jahre 1946 der SV Blau-Weiß Tornesch als Nachfolgeverein gegründet. Drei Jahre später nahm der Verein seinen heutigen Namen an. Zeitgleich wurden alle anderen Sportarten bis auf Fußball aufgegeben. Obwohl der Verein in Schleswig-Holstein beheimatet ist, nehmen die Mannschaften von Union am Spielbetrieb des Hamburger Fußball-Verbandes teil.

### Männer
Die Männermannschaft spielte von 1948 bis 1952, von 1953 bis 1955 und von 1964 bis 1969 in der zweithöchsten Hamburger Amateurliga und pendelte zumeist zwischen Bezirksliga und Kreisliga. Mitte der 2010er Jahre begann der sportliche Aufschwung mit dem erneuten Aufstieg in die Bezirksliga im Jahre 2014, dem zwei Jahre später der Aufstieg in die Landesliga folgte. Dort wurden die Tornescher im Jahre 2019 Dritter. Da Oberligameister Altona 93 in die Regionalliga Nord aufstieg und der Wedeler TSV seine Mannschaft aus der Oberliga zurückzog, fand ein Entscheidungsspiel zwischen den Dritten der beiden Landesligastaffeln statt. Union gewann das Spiel gegen den VfL Lohbrügge mit 2:1 und stieg auf. Seit 2024 spielt die Mannschaft wieder in der Landesliga.

### Frauen
Im Jahre 1970 gründete der Verein eine Frauenmannschaft. Lediglich in den frühen 1990er Jahren konnte Union keine Mannschaft stellen. Seit 2008 spielt Unions Frauenmannschaft in der höchsten Hamburger Spielklasse. Die größten Erfolge waren die Vizemeisterschaften 2016 und 2017 hinter dem FC St. Pauli bzw. dem Walddörfer SV. Im Jahre 2019 erreichten die Tornescherinnen das Endspiel um den Hamburger Pokal, dass allerdings gegen den Hamburger SV mit 2:4 verloren wurde. In der Saison 2022/23 konnte erneut das Endspiel erreicht werden. Dieses Mal unterlag die Mannschaft jedoch dem FC St. Pauli mit 1:6.

## Persönlichkeiten
- Oliver Bock
- Nina Brüggemann
- Janina Haye
- Marco Kostmann
- Saskia Schippmann